# Katherine Ann McGregor
ne doit pas être confondue avec l'actrice américaine Katherine MacGregor, née en 1925
Katherine Ann McGregor est une actrice et productrice américaine.

## Filmographie

### Actrice

#### Télévision

##### Téléfilm
- 1998 : Winchell (en) : Madam

##### Série télévisée
- 2011 : Esprits criminels : Jennifer
- 2010 : Les Experts : Manhattan : Mme Leanne Baldwin
- 2008 : Eli Stone : la juge Wilma Harding
- 2005 : Bones : Mme Bethlehem
- 2004 : À la Maison-Blanche (The West Wing) : Suzanne Hoynes
- 2003 : Oliver Beene : Martha
- 2003 : La Vie avant tout (Strong Medicine) : Mere
- 2001 : Providence : la manager du restaurant
- 2000 : Angel : Catherine

#### Cinéma

##### Court métrage
- 2007 : The Antique : Mary
- 2004 : Winter Sea : Karen
- 2002 : Another Life : Linda Vernon

##### Long métrage
- 2014 : Space Station 76 : Janice
- 2010 : Bloomington : Lillian
- 2010 : Rebels Without a Clue : la mère de Beth
- 2006 : Grandma's Boy : Mme K
- 2000 : Sexe Intentions 2 : professeur Landau
- 2000 : Chump Change : Mme Lambert
- 1999 : Sorceress II: The Temptress : Maryanna
- 1998 : Deirdre's Party : Catherine
- 1996 : Demolition High
- 1996 : The Assault : officier Peters

### Productrice
- 2014 : Swallow Your Bliss (série télévisée)
- 2014 : Space Station 76
- 2012 : The Discoverers (en)